# Elydnus crinicornis
Elydnus crinicornis là một loài bọ cánh cứng trong họ Cerambycidae.